# Правобережный рынок
Правобережный рынок (Невский колхозный рынок) — здание в стиле советского модернизма. Расположен в Невском районе Санкт-Петербурга, современный адрес дома — улица Дыбенко, 16.
Построен в 1979—1983 годах, архитекторы Ю. Земцов, М. Рабинович, Д. Шор, конструкторы Б. Миронков, О. Курбатов.
В основе здания — перекрёстно-стержневые пространственные конструкции. Стены стеклянные, но по внешней стороне рынка с трёх сторон стоит кирпичная аркада, заметно более низкая, чем уровень крыши, и на 6 метров отстоящая от реальных стен, что создаёт широкие галереи (к четвёртой стороне рынка примыкает гостиница для колхозников). Высота потолка рынка — 7 метров, он занимает пространство 84х60 метров, разбитое на центральную часть и три объёма магазинов по периметру. Рынок был рассчитан на 200 торговых мест, гостиница — на 50. К недостаткам здания относилось отсутствие канализации, плохая продуманность складских зон, низкая температура в помещениях зимой.
Здание было одним из мест съёмки фильма «Интердевочка». В середине 1990-х годов оно стало известным местом наркоторговли.
В современном здании сделан второй этаж, изменена кровля (на оригинальной, с зенитными фонарями, собирался снег и образовывались протечки), высокие стеклянные стены стали закладывать изнутри и заставили киосками снаружи.